# Esteropodòntids
Els esteropodòntids (Steropodontidae) foren una família de monotremes coneguts a partir de fòssils del Cretaci inferior d'Austràlia.
La família conté tres gèneres: Parvopalus, Steropodon i Teinolophos. Aquest últim hi ha estat assignat provisionalment per la semblança de les molars inferiors dels dos gèneres.